# Kalvin Phillips
 Kalvin Mark Phillips (sinh ngày 2 tháng 12 năm 1995) là một cầu thủ bóng đá chuyên nghiệp người Anh chơi ở vị trí tiền vệ phòng ngự cho câu lạc bộ West Ham United, theo dạng cho mượn từ câu lạc bộ Manchester City và Đội tuyển bóng đá quốc gia Anh.
Trưởng thành từ lò đào tạo bóng đá trẻ của Leeds United, Phillips có trận ra mắt đội một vào năm 2015. Mùa giải 2019–20, anh là trụ cột của Leeds do Marcelo Bielsa huấn luyện giành chức vô địch Championship. Phillips ký hợp đồng với Manchester City và giành được cú ăn ba là Premier League, FA Cup và Champions League trong mùa giải đầu tiên của anh với câu lạc bộ.
Phillips có trận ra mắt quốc tế cho đội tuyển quốc gia Anh vào năm 2020 và là thành viên của đội tuyển Anh đã về đích ở vị trí á quân tại UEFA Euro 2020 và thi đấu tại FIFA World Cup 2022.

## Sự nghiệp câu lạc bộ

### Leeds United

#### Sự nghiệp ban đầu

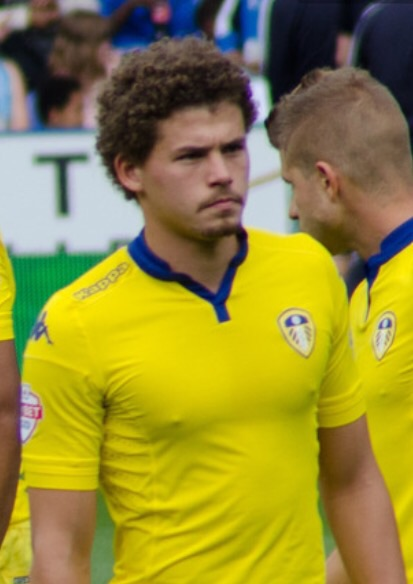
Phillips với Leeds United vào năm 2015

Phillips chơi cho câu lạc bộ địa phương Wortley từ năm 2003 đến năm 2010 trước khi gia nhập học viện của Leeds United vào năm 14 tuổi. Anh thăng tiến qua các cấp độ trẻ của câu lạc bộ và ký hợp đồng chuyên nghiệp đầu tiên với câu lạc bộ vào mùa hè năm 2014, giữ anh lại cho tới mùa giải 2014–15.
Trong mùa giải 2014–15, Phillips trở thành đội trưởng của đội phát triển và đội U-18. Phillips cùng đội một có chuyến làm khách đến sân của Sunderland ở vòng 3 FA Cup vào ngày 4 tháng 1 năm 2015, tuy nhiên anh đã không được sử dụng trong trận thua 0-1. Vào ngày 30 tháng 3, huấn luyện viên học viện Jason Blunt cho biết ông cảm thấy Phillips sẽ trở thành cầu thủ được người hâm mộ yêu thích trong tương lai. Phillips xuất hiện nhiều hơn trên băng ghế dự bị trong các trận đấu ở Giải vô địch quốc gia trong những tháng tiếp theo và có trận ra mắt trước Wolves trong trận thua 4–3 vào ngày 6 tháng 4. Cùng với Sam Byram, Charlie Taylor, Alex Mowatt và Lewis Cook, Phillips là cầu thủ tốt nghiệp mới nhất của nhóm những cầu thủ học viện đầy triển vọng thường xuyên góp mặt dưới sự dẫn dắt của cựu quản lý đội trẻ Neil Redfearn trong mùa giải 2014–15 . Vào ngày 11 tháng 4, anh vẫn giữ được vị trí của mình trong đội hình xuất phát của Leeds, anh có trận ra mắt sân nhà trước Cardiff City tại Elland Road và đánh dấu trận đấu bằng bàn thắng đầu tiên của anh chỉ sau lần ra sân thứ hai, tuy nhiên trận đấu đã kết thúc với thất bại 2-1.
Vào cuối mùa giải, anh ký hợp đồng mới có thời hạn hai năm. Vào ngày 31 tháng 7 năm 2015, Phillips được trao chiếc áo số 27 cho mùa giải 2015–16 sắp tới. Tuy nhiên, với việc Redfearn được thay thế vị trí huấn luyện viên trưởng trong mùa hè, Phillips chỉ ra sân 10 trận trong suốt mùa giải dưới sự dẫn dắt của huấn luyện viên trưởng Uwe Rösler và sau đó là Steve Evans. 

#### 2016–2019
Vào tháng 6 năm 2016, chỉ vài ngày sau khi bổ nhiệm huấn luyện viên trưởng mới Garry Monk, Phillips đã được Leeds đề nghị một hợp đồng mới có thời hạn 3 năm. Vào ngày 23 tháng 6, Phillips ký gia hạn hợp đồng mới có thời hạn 3 năm để ở lại câu lạc bộ cho đến mùa hè năm 2019. Vào ngày 27 tháng 8 năm 2016, Phillips ghi bàn thắng đầu tiên trong mùa giải 2016–17 với một cú sút phạt tầm xa vào lưới Nottingham Forest trong trận thua 3–1. Sau chấn thương của đội trưởng Liam Bridcutt vào tháng 9 năm 2016, Phillips, cùng với Eunan O'Kane hay Ronaldo Vieira đã khẳng định mình là một cầu thủ quan trọng ở hàng tiền vệ trung tâm của Leeds. Phong độ ấn tượng của Phillips cho Leeds đã giúp anh giành được giải thưởng Cầu thủ trẻ xuất sắc nhất tháng của EFL Championship vào tháng 10 năm 2016. Vào ngày 9 tháng 12 năm 2016, Phillips nhận thẻ đỏ chuyên nghiệp đầu tiên khi đội bị hưởng một quả phạt đền trong trận thua 2–0 trước đội đang dẫn đầu giải đấu lúc đó là Brighton bằng cách cản phá cú sút hướng khung thành bằng cánh tay của mình, quả phạt đền đã được thực hiện bởi Glenn Murray.
Vào ngày 6 tháng 8 năm 2017, ngày khai mạc mùa giải 2017–18, Phillips ghi một cú đúp giúp Leeds đánh bại Bolton Wanderers với tỉ số 3–2. Vào ngày 9 tháng 9, anh ghi bàn thắng thứ ba trong mùa giải trong trận đấu với Burton Albion. Bàn thứ năm trong mùa giải của anh ấy diễn ra vào ngày 27 tháng 10 trong trận thua 2-1 trong trận derby Yorkshire trước Sheffield United. Anh bắt đầu mùa giải với việc đá cặp cùng với O'Kane ở trung tâm hàng tiền vệ của Leeds, mặc dù khởi đầu mùa giải tốt, Leeds sa sút phong độ trước khi huấn luyện viên trưởng Thomas Christiansen bị sa thải vào tháng 2 năm 2018. Phillips và O'Kane thấy mình trong và ngoài đội khi Vieira được trao nhiều cơ hội hơn và sự xuất hiện của Adam Forshaw vào tháng 1 năm 2018. Phillips kết thúc mùa giải với bảy bàn thắng và ba đường kiến tạo, đây là mùa giải ghi bàn tốt nhất trong sự nghiệp của anh ấy cho đến nay.
Vào ngày 19 tháng 7 năm 2018, Phillips tiết lộ anh đã được đào tạo ở vị trí Trung vệ và Tiền vệ kiến thiết từ tuyến dưới trước mùa giải 2018–19, như một phần trong chiến thuật của huấn luyện viên trưởng mới Marcelo Bielsa. Khi mùa giải bắt đầu, anh được bố trí ở vị trí Tiền vệ trụ trong đội hình 4–1–4–1. Phillips được sử dụng ở vị trí Tiền vệ phòng ngự kiến thiết từ tuyến dưới cho Leeds dưới thời Bielsa, chơi ở vị trí trung vệ nếu đội xếp hàng phòng ngự ba người. Vào tháng 10 năm 2018, phong độ ấn tượng của anh ấy ở vị trí mới dưới sự dẫn dắt của Bielsa đã giúp Phillips có cơ hội được gọi vào Đội tuyển quốc gia Anh của Gareth Southgate trong một thời gian ngắn. Sau chấn thương đầu gối của đội trưởng Liam Cooper vào ngày 1 tháng 12 năm 2018 trong chiến thắng 1–0 trước Sheffield United, Phillips đã ra sân một số trận đấu ở vị trí trung vệ cho đến khi Cooper trở lại vào giữa tháng Giêng. Sau khi trở lại vị trí Tiền vệ phòng ngự, anh ghi bàn thắng đầu tiên trong mùa giải trong trận hòa 1-1 của Leeds trước Middlesbrough vào ngày 9 tháng 2 năm 2019, anh ghi bàn gỡ hòa ở phút bù giờ thứ 11. Vào tháng 3 năm 2019, anh được chọn vào Đội hình tiêu biểu của EFL mùa giải 2018–19 và vào ngày 4 tháng 5 năm 2019, Phillips được vinh danh là Cầu thủ xuất sắc nhất của Yorkshire Evening Post cho mùa giải 2018–19. Trong mùa giải 2018–19, Phillips ra sân 46 lần trên mọi đấu trường, ghi được một bàn thắng sau khi Leeds kết thúc mùa giải ở vị trí thứ ba. Leeds đủ điều kiện tham dự vòng play-off và Phillips bắt đầu trận đấu với đội xếp thứ sáu là Derby County. Mặc dù Leeds giành chiến thắng 1–0 trên sân khách ở trận lượt đi, nhưng Leeds vẫn thua 4–2 ở trận lượt về, khi Leeds phải chơi với 10 người sau chiếc thẻ đỏ của Gaetano Berardi và chứng kiến Derby tiến vào trận chung kết gặp Aston Villa với kết quả chung cuộc 4–3. 

#### 2019–2022
Vào tháng 7 năm 2019, Leeds mở cuộc đàm phán hợp với Phillips về một bản hợp đồng mới. Vào ngày 8 tháng 8 năm 2019, có thông tin tiết lộ rằng Leeds đã từ chối các lời đề nghị dành cho Phillips trong kỳ chuyển nhượng năm 2019 để giữ anh ấy ở lại câu lạc bộ, với giá thầu cho Phillips bị từ chối ở mức khoảng 27 triệu bảng. Vào tháng 9 năm 2019, anh ký hợp đồng mới có thời hạn 5 năm với Leeds. Vào tuần kỷ niệm 100 năm thành lập Leeds United, Phillips đã ghi bàn thắng quyết định vào lưới Birmingham City và trận đấu kết thúc với tỷ số 1–0 diễn ra trước một đám đông lớn khác tại Elland Road. Vào tháng 11 năm 2019, vị trí Tiền vệ phòng ngự của Phillips tại Leeds dưới sự dẫn dắt của Marcelo Bielsa đã nhận thấy những lời kêu gọi anh được gọi vào đội tuyển Anh. Huấn luyện viên đội tuyển Anh Gareth Southgate đã theo dõi Phillips vào tháng 1 năm 2020 trước khi có thể được triệu tập. Sau khi mùa giải bóng đá Anh bị tạm dừng vào tháng 3 năm 2020 do ảnh hưởng của Đại dịch COVID-19, mùa giải đã được nối lại vào tháng 6. Phillips tiếp tục thực hiện một quả đá phạt trực tiếp trong chiến thắng 3–1 của Leeds trước Blackburn Rovers vào ngày 4 tháng 7 năm 2020, tuy nhiên mùa giải của anh sẽ kết thúc chỉ một tuần sau đó sau chấn thương đầu gối xảy ra trong trận thắng 1–0 trước Swansea City. Mặc dù vậy, Leeds sẽ sớm được thăng hạng lên Premier League với tư cách là nhà vô địch khi chiến thắng 1–0 trước Barnsley sau đó khiến cả West Bromwich Albion và Brentford đều thua trận. Vào ngày 7 tháng 8, anh ấy có tên trong Đội hình vô địch mùa giải 2019–20 của The Guardian. Vào ngày 8 tháng 9 năm 2020, Phillips có tên trong Đội hình vô địch mùa giải 2019–20 của Hiệp hội cầu thủ chuyên nghiệp.
Vào ngày 12 tháng 9 năm 2020, Phillips xuất hiện lần đầu tiên tại Premier League trong trận mở màn mùa giải trong trận thua 4–3 trước đương kim vô địch Premier League Liverpool tại Anfield khi Phillips có được một pha kiến tạo cho bàn thắng của Jack Harrison.
Vào ngày 8 tháng 2 năm 2021, Phillips có lần ra sân thứ 200 cho Leeds trong chiến thắng 2–0 trước Crystal Palace, gia nhập nhóm gồm 70 cầu thủ đã có hơn 200 lần ra sân cho câu lạc bộ, bao gồm cả các đồng đội hiện tại Stuart Dallas và Liam Cooper cũng đạt được cột mốc quan trọng trong mùa giải đó.
Trong trận đấu cuối cùng của mùa giải vào ngày 23 tháng 5 năm 2021, Phillips ghi bàn thắng đầu tiên ở Premier League, một quả đá phạt trực tiếp trong chiến thắng 3–1 của Leeds trước West Bromwich Albion.

### Manchester City

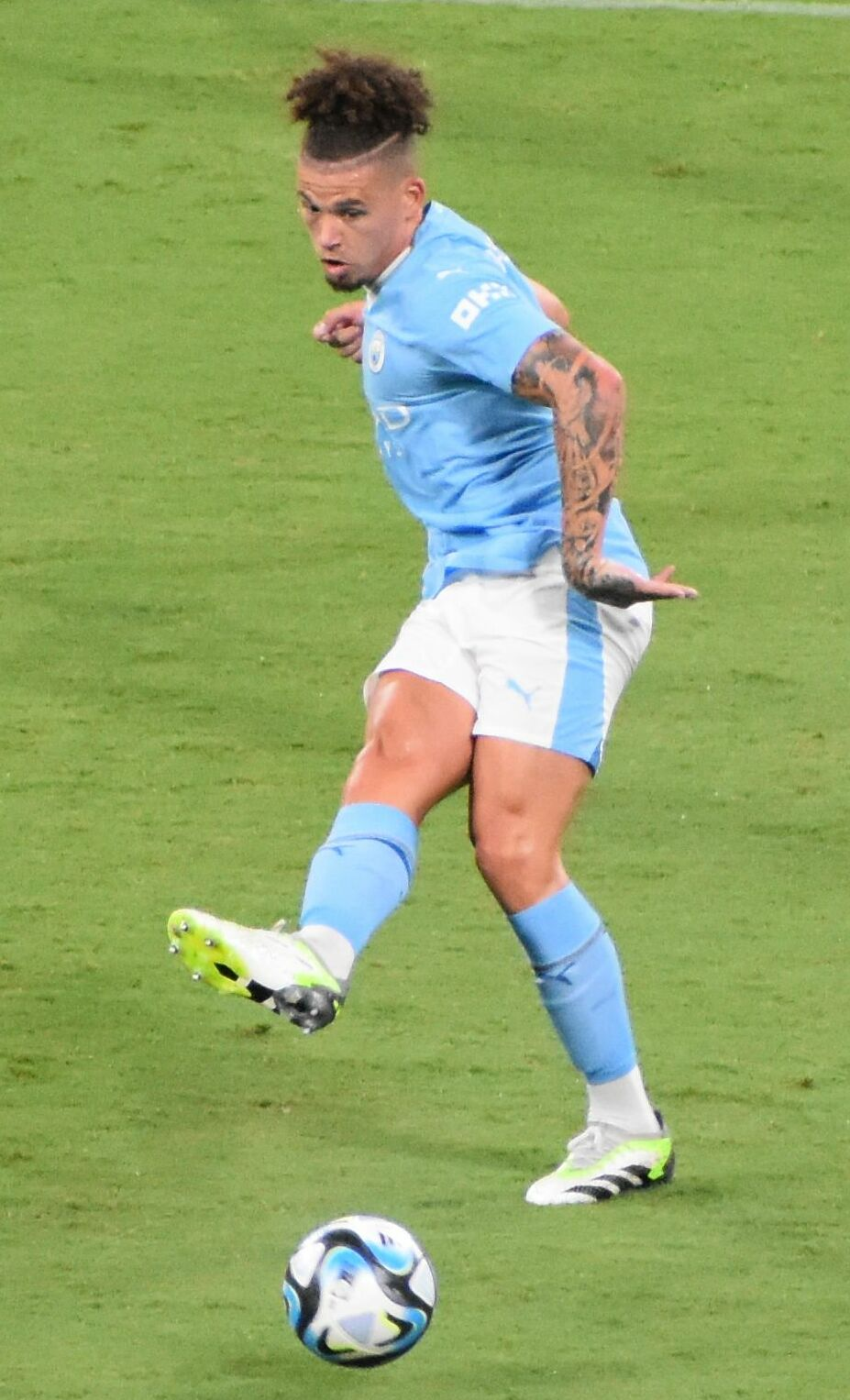
Phillips thi đấu cho Manchester City vào năm 2023

Phillips ký hợp đồng với nhà vô địch Premier League Manchester City vào ngày 4 tháng 7 năm 2022 với thời hạn 6 năm, với mức phí ban đầu được báo cáo là 42 triệu bảng, có khả năng tăng lên 45 triệu bảng kèm theo các điều khoản bổ sung. Vào ngày 7 tháng 8, Phillips có trận ra mắt giải đấu sau khi vào sân thay Rodri trong chiến thắng 2–0 trên sân khách trước West Ham. Phillips tuy nhiên đã gặp vấn đề về chấn thương và phải trải qua cuộc phẫu thuật vai vào tháng 9. Khi trở về từ World Cup vào giữa tháng 12 năm 2022, HLV Pep Guardiola nhận xét Phillips bị thừa cân.
Vào ngày 11 tháng 1 năm 2023, Phillips bắt đầu trận đấu đầu tiên cho Manchester City, thua 0–2 trước Southampton trong trận tứ kết EFL Cup. Anh có trận đấu đầu tiên ở Premier League trong trận sân nhà cuối cùng của mùa giải với Man City, chiến thắng 1–0 trước Chelsea vào ngày 21 tháng 5.

### West Ham United
Philips sẽ chuyển đến West Ham United theo dạng cho mượn có điều khoản mua đứt cho đến hết mùa giải 2023–24.

## Sự nghiệp quốc tế
Phillips đủ điều kiện chơi cho đất nước nơi anh sinh ra, Anh , cũng như Jamaica và Cộng hòa Ireland nhờ di sản của mình. Cuối cùng, anh đã chọn đại diện cho nước Anh và được Gareth Southgate triệu tập lần đầu tiên vào tháng 8 năm 2020. Anh khoác áo đội tuyển lần đầu tiên vào ngày 8 tháng 9 trong trận đấu với Đan Mạch tại UEFA Nations League. Anh là cầu thủ thứ ba trong thế kỷ 21 đại diện cho Anh trước khi góp mặt ở giải hạng nhất của một quốc gia, sau Jack Butland và Wilfried Zaha. Trong một cuộc phỏng vấn sau khi được gọi lên tuyển, Phillips đã nói về ý định trao chiếc áo đấu đầu tiên ở đội tuyển Anh cho Marcelo Bielsa sau khi huấn luyện viên của Leeds United trao cho anh chiếc áo thi đấu từ câu lạc bộ cũ Newell's Old Boys cùng với lời nhắn gửi tới anh và gia đình để kỷ niệm lần đầu tiên anh được triệu tập quốc tế.
Phillips đã được chọn để đại diện cho Anh tại UEFA Euro 2020, giải đấu anh nhận được nhiều lời khen ngợi từ các chuyên gia, người hâm mộ và báo chí thế giới vì màn trình diễn của mình. Anh đã đá chính mọi trận đấu mà đội tuyển Anh thi đấu trong suốt giải đấu cho đến tận trận chung kết, nơi họ bị nhà vô địch giải đấu Ý đánh bại trên chấm luân lưu. Phillips được vinh danh là Cầu thủ nam xuất sắc nhất năm 2020–21 của Anh. Anh ấy đã có hai lần vào sân thay người tại World Cup 2022 ở Qatar.
Phillips ghi bàn thắng quốc tế đầu tiên cho đội tuyển Anh vào ngày 19 tháng 6 năm 2023 trong trận đấu tại Vòng loại UEFA Euro 2024 với Bắc Marcedonia tại Old Trafford.

## Thống kê sự nghiệp
Tính đến 23 tháng 1 năm 2024
| Câu lạc bộ             | Mùa giải            | Giải vô địch        | Giải vô địch | Giải vô địch | Cúp quốc gia | Cúp quốc gia | Cúp liên đoàn | Cúp liên đoàn | Châu lục | Châu lục | Khác | Khác | Tổng cộng | Tổng cộng |
| Câu lạc bộ             | Mùa giải            | Hạng đấu            | Trận         | Bàn          | Trận         | Bàn          | Trận          | Bàn           | Trận     | Bàn      | Trận | Bàn  | Trận      | Bàn       |
| ---------------------- | ------------------- | ------------------- | ------------ | ------------ | ------------ | ------------ | ------------- | ------------- | -------- | -------- | ---- | ---- | --------- | --------- |
| Leeds United           | 2014–15             | Championship        | 2            | 1            | 0            | 0            | 0             | 0             | —        | —        | —    | —    | 2         | 1         |
| Leeds United           | 2015–16             | Championship        | 10           | 0            | 0            | 0            | 0             | 0             | —        | —        | —    | —    | 10        | 0         |
| Leeds United           | 2016–17             | Championship        | 33           | 1            | 2            | 0            | 5             | 0             | —        | —        | —    | —    | 40        | 1         |
| Leeds United           | 2017–18             | Championship        | 41           | 7            | 1            | 0            | 1             | 0             | —        | —        | —    | —    | 43        | 7         |
| Leeds United           | 2018–19             | Championship        | 42           | 1            | 0            | 0            | 2             | 0             | —        | —        | 2    | 0    | 46        | 1         |
| Leeds United           | 2019–20             | Championship        | 37           | 2            | 1            | 0            | 2             | 0             | —        | —        | —    | —    | 40        | 2         |
| Leeds United           | 2020–21             | Premier League      | 29           | 1            | 1            | 0            | 0             | 0             | —        | —        | —    | —    | 30        | 1         |
| Leeds United           | 2021–22             | Premier League      | 20           | 0            | 0            | 0            | 3             | 1             | —        | —        | —    | —    | 23        | 1         |
| Leeds United           | Tổng cộng           | Tổng cộng           | 214          | 13           | 5            | 0            | 13            | 1             | —        | —        | 2    | 0    | 234       | 14        |
| Manchester City        | 2022–23             | Premier League      | 12           | 0            | 4            | 0            | 2             | 0             | 3        | 0        | 0    | 0    | 21        | 0         |
| Manchester City        | 2023–24             | Premier League      | 4            | 0            | 0            | 0            | 1             | 0             | 4        | 1        | 1    | 0    | 10        | 1         |
| Manchester City        | Tổng cộng           | Tổng cộng           | 16           | 0            | 4            | 0            | 3             | 0             | 7        | 0        | 1    | 0    | 31        | 1         |
| West Ham United (mượn) | 2023–24             | Premier League      | 0            | 0            | 0            | 0            | 0             | 0             | 0        | 0        | 0    | 0    | 0         | 0         |
| Tổng cộng sự nghiệp    | Tổng cộng sự nghiệp | Tổng cộng sự nghiệp | 230          | 13           | 9            | 0            | 16            | 1             | 7        | 1        | 3    | 0    | 265       | 15        |

1. ↑  Bao gồm FA Cup
2. ↑  Bao gồm EFL Cup
3. ↑  Ra sân tại Play-off EFL Championship
4. 1 2  Ra sân tại UEFA Champions League
5. ↑  Ra sân tại FIFA Club World Cup

### Quốc tế
Tính đến ngày 20 tháng 11 năm 2023
| Đội tuyển quốc gia | Năm       | Trận | Bàn |
| ------------------ | --------- | ---- | --- |
| Anh                | 2020      | 4    | 0   |
| Anh                | 2021      | 15   | 0   |
| Anh                | 2022      | 4    | 0   |
| Anh                | 2023      | 8    | 1   |
| Tổng cộng          | Tổng cộng | 31   | 1   |

Tính đến ngày 19 tháng 6 năm 2023
Bàn thắng và kết quả của Anh được để trước
| # | Ngày                | Địa điểm                      | Số trận | Đối thủ       | Bàn thắng | Kết quả | Giải đấu                 |
| - | ------------------- | ----------------------------- | ------- | ------------- | --------- | ------- | ------------------------ |
| 1 | 19 tháng 6 năm 2023 | Old Trafford, Manchester, Anh | 27      | Bắc Macedonia | 6–0       | 7–0     | Vòng loại UEFA Euro 2024 |

## Danh hiệu

### Câu lạc bộ

#### Leeds United
- EFL Championship: 2019–20[6]

#### Manchester City
- Premier League: 2022–23[7]
- FA Cup: 2022–23[8]
- FA Community Shield: 2024
- UEFA Champions League: 2022–23[9]
- UEFA Super Cup: 2023[10]
- FIFA Club World Cup: 2023[11]

### Quốc tế
- Á quân Giải vô địch bóng đá châu Âu: 2020

### Cá nhân
- Cầu thủ trẻ xuất sắc nhất tháng của EFL: Tháng 10 năm 2016
- Đội hình tiêu biểu EFL Championship: 2018–19
- PFA Team of the Year: 2019–20 Championship
- Nam cầu thủ Anh xuất sắc nhất năm: 2020–21